# 阿卜杜勒·卡迪尔·巴贾迈勒
阿卜杜勒－卡迪尔·阿卜杜－拉赫曼·巴贾迈勒（阿拉伯语：‎，1953年4月26日—2020年9月7日），出生于也门哈达拉毛省，1974年获埃及开罗大学商学学士学位。2001年4月出任也门总理，2007年卸任。